# 馮元錫
馮元錫（？—？），原名金綬，字紫屏，號夢山，江蘇南通人。

## 生平
嘉慶十六年（1811年）進士，官監察御史。工書畫，其書諸體皆善，結構謹嚴；其畫師法蔡襄，兼有黃公望、倪瓚之勝。